# Minicopenaeon crosnieri
Minicopenaeon crosnieri är en kräftdjursart som först beskrevs av M. Bourdon1979.  Minicopenaeon crosnieri ingår i släktet Minicopenaeon och familjen Bopyridae. Inga underarter finns listade i Catalogue of Life.